# David Ebel (Organist, † 1639)
David Ebel, auch Äbel, (* 1593  in Lübeck; † 1639 in Rostock) war ein deutscher Organist und Komponist der Norddeutschen Orgelschule.

## Leben
David Ebel stammte aus einer Familie von Organisten, die sein Großvater David Ebel († 1576) begründet hatte. Dazu zählten sein Vater David Ebel († 1619), sein Onkel Hermann Ebel († 1616) sowie sein Bruder Johann Ebel. Die Namensgleichheiten führen mitunter zu Verwechslungen.
1617 wurde er mit Zustimmung seines Vaters zum Organisten an der Marienkirche in Wismar bestellt. Mitte 1619 wechselte er nach Rostock an die dortige Marienkirche. Er war vermutlich der Rostocker Organist, der 1633 die Reparatur der Stralsunder Orgeln begutachtete und abnahm. Er starb zwischen Ostern und Johannis 1639. Sein Nachfolger wurde nach einem Interim Nikolaus Hasse.

## Werke
- Præludium pedaliter. (Staatsbibliothek Berlin,  Ms. Lynar B3)[4]
- Tota pulchra es amica mea. Musik zur Hochzeit von Joachim Engelbrecht und Catharina Runge. Rostock 1624.[5]
- Et tibi cum Schuppi, virtutis praemia. Gratulationsmusik zur Verleihung des Magistertitels an Johann Balthasar Schupp. Rostock 1631.[6]